# Sphaerocephalus lanatus
Sphaerocephalus lanatus là một loài rêu trong họ Aulacomniaceae. Loài này được D.Don mô tả khoa học đầu tiên năm 1905. Danh pháp khoa học của loài này chưa được làm sáng tỏ. 